# Maurice Jacob

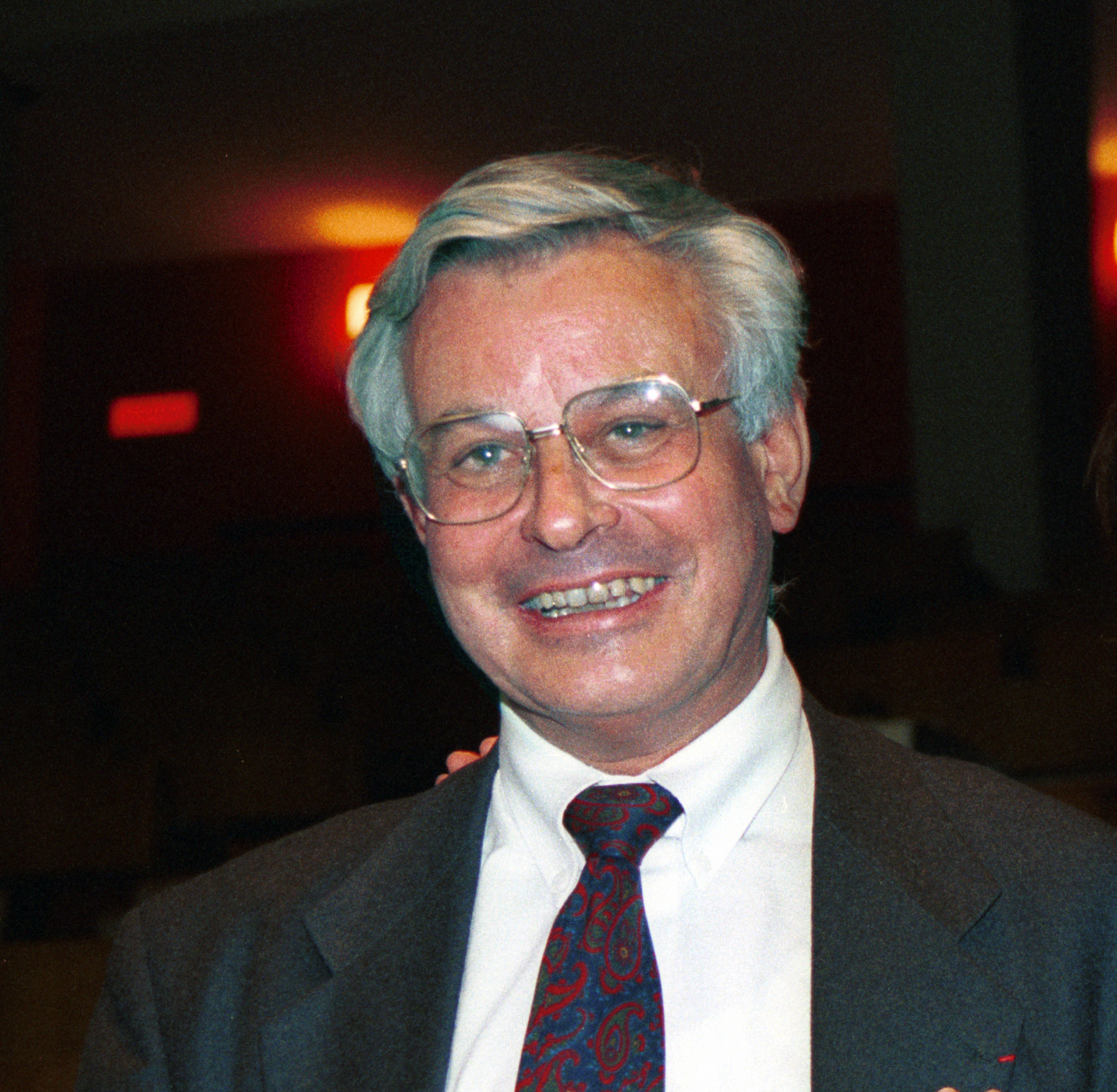
Maurice Jacob, 1998

Maurice René Michel Jacob (geboren am 28. März 1933 in Lyon; gestorben am 2. Mai 2007 in Genf) war ein französischer theoretischer Physiker, der sich mit Elementarteilchenphysik beschäftigte.

## Leben
Jacob studierte ab 1953 Physik an der École normale supérieure in Paris und war danach am französischen Kernforschungszentrum in Saclay. Während eines Aufenthalts am Brookhaven National Laboratory 1959 entwickelte er mit Gian-Carlo Wick den Helizitätsamplituden-Formalismus für Streuungen von Elementarteilchen. 1961 wurde er mit diesem Thema an der Universität Paris bei Francis Perrin (und Wick) promoviert („Formal theory of collisions and helicity eigenstates“), war danach als Post-Doc am Caltech und danach 1961 bis 1967 wieder in Saclay. Ab 1967 war er am CERN (ab 1972 als permanentes Mitglied), wo er bis zu seiner Pensionierung 1998 blieb. 1982 bis 1988 war er Leiter der CERN-Theoriegruppe und in den 1990er Jahren für die Beziehung des CERN zu seinen Mitgliedsstaaten zuständig. Daneben war er auch unter anderem zu Gastaufenthalten am SLAC, an der Yale University und dem Fermilab. Jacob starb nach längerer Krankheit an einem Herzanfall.
Jacob beschäftigte sich insbesondere mit der Phänomenologie der starken Wechselwirkung in Hochenergie-Streuprozessen, zum Beispiel inklusive Hadron-Erzeugung und das dabei beobachtete Skalierungsverhalten, Jet-Erzeugung (mit Ron Horgan), Vorhersage von Prozessen mit hohen transversalen Impulsen bei der Proton-Proton-Streuung. Er war ein früher Befürworter der Untersuchung des Quark-Gluon-Plasmas in Schwerionenstößen. Außerdem befasste er sich in den 1980er Jahren mit Beschleunigerphysik (Strahl-Instabilitäten, Strahlung), teilweise mit Tai Tsun Wu. Jacob hielt immer engen Kontakt zum Experiment und war in den 1970er Jahren ein wichtiger „Integrator“ für die Physiker an den Intersecting Storage Rings (ISR) des CERN und organisierte wichtige Konferenzen zur Vorbereitung der Beschleuniger LEP und LHC des CERN und unterstützte den Bau des Proton-Antiproton-Collider von Carlo Rubbia für die 1980er Jahre.
1967 erhielt er die Silbermedaille des CNRS. 1985 war er Präsident der französischen physikalischen Gesellschaft und 1991 bis 1993 der European Physical Society. 1993 wurde er Fellow der American Physical Society. Er war Mitherausgeber von Physics Letters B und von Physics Reports. Er war Ritter der Ehrenlegion, korrespondierendes Mitglied der französischen Akademie der Wissenschaften und Mitglied der schwedischen Akademie der Wissenschaften und der Academia Europaea. Jacob war auch wissenschaftlicher Berater der ESA.
Jacob war verheiratet und hatte vier Kinder, unter ihnen die Filmschauspielerin Irène Jacob.

## Schriften
- The Quark Structure of Matter (= World Scientific Lecture Notes in Physics. 50). World Scientific, Singapur u. a. 1992, ISBN 981-02-0962-2 (Reprints).
- In the wings of physics. World Scientific, Singapur u. a. 1995, ISBN 981-02-2178-9 (Erfahrungen als Herausgeber wissenschaftlicher Zeitschriften und als Physik-Organisator).
- als Herausgeber: Infinitely CERN. Memories from fifty years of research. 1954–2004. Editions Suzanne Hurter, Genf 2004, ISBN 2-940031-33-9.